# Platymantis boulengeri
Platymantis boulengeri é uma espécie de anfíbio da família Ranidae.
É endémica da Papua-Nova Guiné.
Os seus habitats naturais são: florestas subtropicais ou tropicais húmidas de baixa altitude, jardins rurais e florestas secundárias altamente degradadas.
Está ameaçada por perda de habitat.